# Nedlloyd-Dejima-Klasse
Die Nedlloyd-Dejima-Klasse bestand aus den beiden Containerschiffen Nedlloyd Dejima und Nedlloyd Delft. Beide wurden 1973 für die niederländische Reederei Koninklijke Nedlloyd in Fahrt gesetzt und zählten beim Bau zu den größten und schnellsten Frachtschiffen weltweit. Nach 25-jähriger Dienstzeit im Europa-Fernostdienst in einer Hand ließ die Reederei die beiden Schiffe 1998 verschrotten.

## Geschichte

### ScanDutch Service
1971 gründeten die drei skandinavischen Reedereien Det Østasiatiske Kompagni (EAC), Kopenhagen, Svenska Ostasiatiska Kompaniet, Göteborg und Wilh. Wilhelmsen in Oslo die Scanservice-Gruppe, um einen Europa-Fernost Containerdienst mit 15-tägigen Abfahrten vom Basishafen Göteborg anzubieten. Sie bestellten die vier gleichwertig großen und sehr schnellen Containerschiffe Selandia und Jutlandia (EAC), Nihon (SEA), und Toyama (Wilhelmsen). Kurz darauf trat die niederländische Reederei Nedlloyd mit den beiden Schiffen Nedlloyd Delft und Nedlloyd Dejima der Gruppe bei, woraufhin diese in ScanDutch umbenannt wurde. Zusammen investierten die Reedereien des in Kopenhagen angesiedelten ScanDutch Service Pools für dieses Bauprogramm von über 700.000 tdw, 250 Millionen US-Dollar, zu denen weitere 35 Millionen Dollar für den Ankauf von Container kamen. Im Jahr 1973 gliederte sich zusätzlich die französische Reederei Messageries Maritimes mit ihrer Korrigan ein und 1977 stieß noch die malaysische Reederei Malaysian International Shipping Corporation (MISC) hinzu.

### Bau und Einsatzzeit
Geordert wurden die Nedlloyd Dejima und die Nedlloyd Delft 1971/72 von der Rotterdamer Reederei Nedlloyd bei der Werft Bremer Vulkan in Bremen-Vegesack. Beide Schiffe, die nach Entwürfen des niederländischen Schiffskonstrukteurs Ernst Vossnack gebaut wurden, dienten nach Ablieferungsbeginn im September 1972 im ScanDutch Fernost-Dienst, den sie bis 1998 nicht verließen. 1981/82 wurden beide Schiffe in Yokohama bei der Mitsubishi Heavy Industries Werft zu Motorschiffen umgebaut. Bei diesem Umbau wurden auch die charakteristisch langen Bugwülste gekürzt. Die letzte Reise der Nedlloyd Delft endete schließlich in Chittagong, wo sie am 24. Juli 1998 zu Verschrottung auf den Strand gesetzt wurde. Die Nedlloyd Dejima beendete ihre Karriere am 6. November 1998 bei einer Abbruchwerft im indischen Alang.

## Technik
Das herausragendste Detail beider Schiffe war ihre Größe. Beim Bau zählten die beiden Containerschiffe der dritten Generation zu den weltweit größten ihrer Art. Erwähnenswert ist auch die außergewöhnlich leistungsstarke Antriebsanlage, die sich aus zwei Stal-Laval Getriebeturbinen mit jeweils 40.500 PS zusammensetzte. Nach dem Umbau zu Motorschiffen in den Jahren 1981/82 erhielten beide Schiffe Dieselmotoren mit jeweils 25.000 PS.
Die 8-Luken-Schiffe konnten 2.952 TEU transportieren und zeichneten sich durch Anschlüsse für Kühlcontainer aus.